# Grindorff-Bizing
Grindorff-Bizing település Franciaországban, Moselle megyében. Lakosainak száma 311 fő (2022. január 1.). Grindorff-Bizing Flastroff, Halstroff, Rémeling, Waldweistroff és Waldwisse községekkel határos.

## Népesség
A település népességének változása:
| Lakosok száma | 301  | 272  | 263  | 314  | 311  | 316  | 317  | 319  | 316  | 311  |
|               | 1968 | 1982 | 1990 | 2006 | 2013 | 2015 | 2017 | 2019 | 2020 | 2022 |